# Nijlexpeditie
De Nijlexpeditie, soms ook wel de Gordon Relief Expeditie genoemd, was een Britse missie in 1884-1885 om Generaal-majoor Charles George Gordon in Khartoum, Soedan te ontzetten. Gordon werd naar Soedan gestuurd om Egyptenaren te helpen evacueren uit Soedan nadat de Britse regering beslist had het land te verlaten vanwege een opstand geleid door de zelf-benoemde Mahdi, Mohammed Ahmad ibn Abd Allah. Een contingent van Canadezen werden gerekruteerd om de Britten te helpen varen op de Nijl. De Nijlexpeditie was de eerste overzeese expeditie van Canadese troepen.
De expeditie en zijn achtergrond zijn levendig beschreven in het boek van Winston Churchill, The River War.